# Infamous (fumetto)
Infamous è una serie di fumetti del 2011, pubblicato dalla DC Comics in collaborazione con la Sucker Punch Productions, casa sviluppatrice del videogioco omonimo, su cui si basa il fumetto. Il fumetto segue le mitiche avventure del supereroe Cole MacGrath, si svolge durante un periodo intermezzo tra gli eventi di Infamous e Infamous 2. Ci mostra principalmente la fuga di Cole da Empire City del primo gioco, verso New Marais apparsa nel secondo gioco.
Il fumetto presenta delle illustrazioni di Eric Nguyen e una copertina di Doug Mahnke con la storia scritta da William Harms.       Il primo volume facente parte della prima edizione, suddivisa in sei volumi, è stato pubblicato nel 2011 a marzo.